# افتخار به دگرجنس‌گرایی

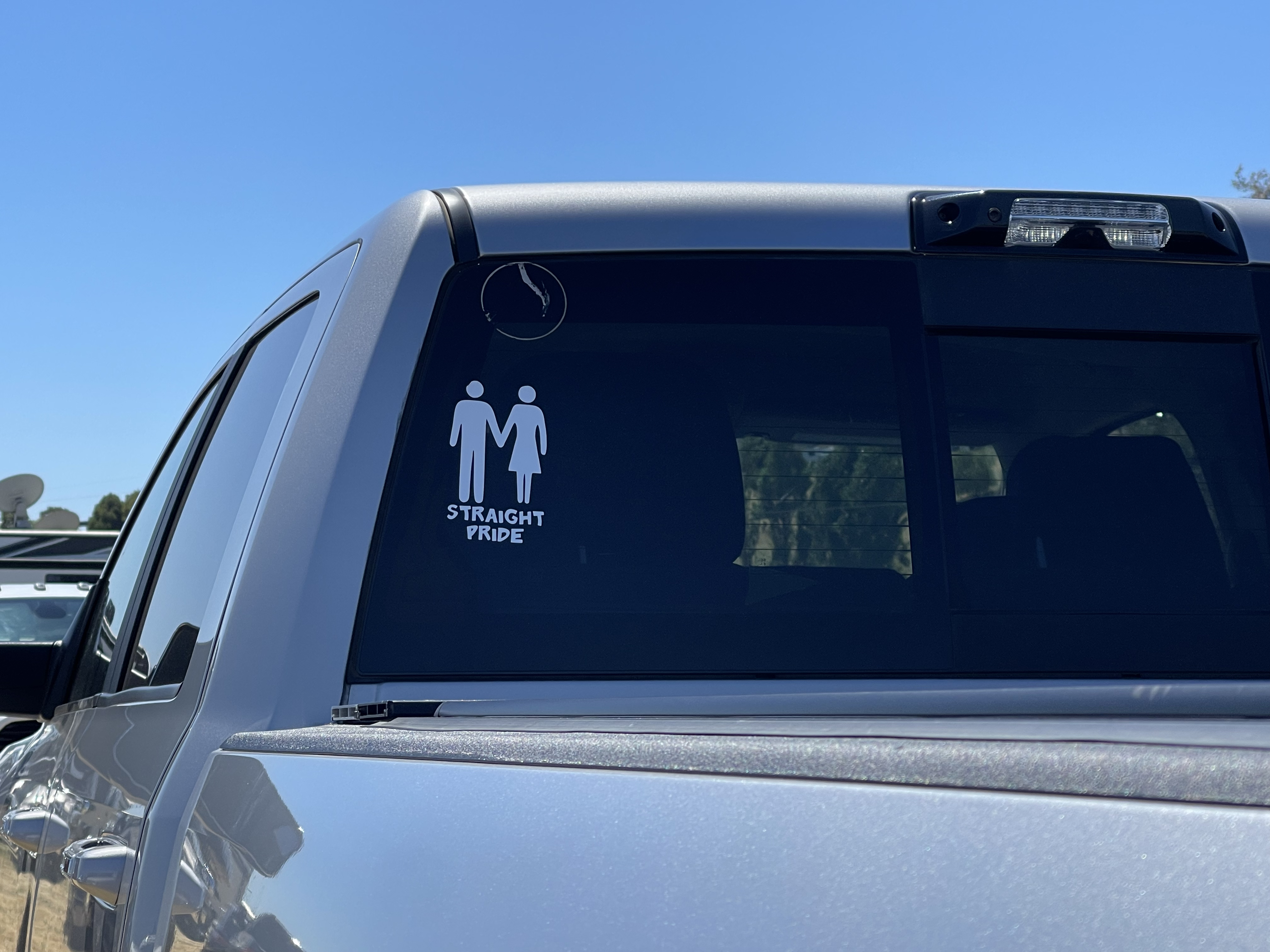
برچسب افتخار به دگرجنس گرایی ذر پشت یک وانت.

افتخار به دگرجنس‌گرایی (به انگلیسی: Straight pride) اصطلاحی است که در اواخر دهه ۱۹۸۰ و اوایل دهه ۱۹۹۰ به‌وجود آمد و در درجه اول توسط محافظه کاران اجتماعی به عنوان موضع و استراتژی سیاسی مورد استفاده قرار گرفت. این اصطلاح به عنوان پاسخی به افتخار به همجنس‌گرایی که در اوایل دهه ۱۹۷۰ توسط گروه‌های مختلف دگرباشی اتخاذ شد یا به گردهم آیی‌هایی که برای ابتکار عمل غرور همجنسگرا ارائه می‌شود. مطرح شد.
افتخار به دگرجنس‌گرایی حوادث جنجالی و توجه رسانه‌ها را به دنبال داشته‌است. سیاست مدارس و تصمیمات دادگاه در مورد آزادی بیان توجه ویژه ای را به خود جلب کرده‌است و افراد معترض نسبت به اظهارات مدرسه نسبت به آزار و اذیت نوجوانان ال‌جی‌بی‌تی معترض هستند.